# Johann Bernhard Fischer von Erlach
Johann Bernhard Fischer von Erlach (Graz, 1656. július 20. – Bécs, 1723. április 5.) osztrák építész, a barokk kiemelkedő egyénisége, Joseph Emanuel Fischer von Erlach építész apja.

## Életpályája
Pályáját szobrászként kezdte apja, Johann Baptist Fischer mellett Grazban. Alig 15 évesen, 1671-ben – feltehetően apja állandó megrendelői, az Eggenberg hercegek támogatásával – Rómába utazott tanulni. Itt kezdetben a tiroli származású dekorátor, Johann Paul Schor (olaszul Giovanni Paolo Tedesco) mellett dolgozott, s rajta keresztül kapcsolatba került Giovanni Lorenzo Berninivel, valamint a művészeti író Giovanni Pietro Bellorival is. A szobrászat helyett egyre inkább az építészet felé fordult érdeklődése, márpedig Róma rendkívüli lehetőségeket nyújtott mind az antik, mind a kortárs barokk építészet – mindenekelőtt Francesco Borromini műveinek – tanulmányozására.
1684-től Nápolyban a spanyol helytartó, Gaspar Méndez de Haro szolgálatában állt, s így jelentős vagyonra tett szert. 16 évi itáliai tartózkodás után, 1687-ben hazatért Ausztriába, ahol igen gyorsan ismert, divatos és felkapott építésszé vált, s számos megbízást kapott az uralkodótól és a főnemességtől. Sikere elsősorban azzal magyarázható, hogy a Közép-Európában korábban meghonosodott barokk építészettel szemben egy jóval reprezentatívabb és monumentálisabb, a római barokk, s főleg Borromini által inspirált stílust képviselt, melyet a visszafogott díszítés mellett az építészeti tagozatok hangsúlya jellemez.
Hazatérése után első jelentős megbízása II. Ferdinánd grazi mauzóleuma belső kialakításának és stukkódíszének megtervezése volt 1687-ben. 1688-ban Bécsbe költözött, ahol terveket készített a Grabenen álló Szentháromság- (pestis-)szoborhoz (szobrász: Paul Strudel). Ugyanebben az évben egy utópisztikus ideáltervet készített a schönbrunni kastély kiépítéséhez, mellyel – bár a terv csak jóval redukáltabb formában valósult meg – sikerült felhívni magára I. Lipót császár figyelmét, s ezzel megalapozta későbbi karrierjét. A császár 1689-ben kinevezte fia, az ifjú trónörökös József építészet- és rajztanárává, majd 1696-ban nemesi rangra emelte, ettől kezdve viselte a von Erlach nevet.
Első jelentős munkája az Althann család Vranov nad Dyjí-i (Csehország) várához épített, ovális alaprajzú Ősök terme (Ahnensaal) (1688/89). 1690-ben, I. József római királlyá koronázása alkalmából 2 (ideiglenes) diadalkaput tervezett a király bécsi bevonulásához. 1692-ben terveket készített a bécsi Strattmann-Batthyány-palotához (ami később a Magyar Udvari Kancellária épülete lett, majd 1918 óta Magyarország bécsi nagykövetségének székhelye), valamint a mariazelli zarándoktemplom főoltárához. 1693-ban Johann Ernst Graf Thun salzburgi érsek szolgálatába állt, s több templomot is tervezett Salzburgban, közülük a legjelentősebb a Kollegienkirche (1696). 1696-ban az ő tervei szerint épült Savoyai Jenő herceg bécsi városi palotája – melynek különösen kapuzata és lépcsőháza figyelemreméltó – 1704-ben azonban már riválisa, Johann Lukas von Hildebrandt kapott megbízást a palota kibővítésére. 
1704-ben Poroszországba és Hollandiába, majd Angliába utazott, ahol a klasszikus, palladianus villákat tanulmányozta. Ebben az időben kezdte el összeállítani Entwurff einer Historischen Architectur című, metszetekkel illusztrált művét, melyben az építészet történetéről ad átfogó képet. (Bécs, 1721)
1705-ben, I. József trónra lépésével udvari főépítésszé nevezték ki, s ebben a hivatalában VI. Károly császár is megerősítette 1712-ben. A spanyol örökösödési háború miatt a következő években nem jutott komolyabb megbízáshoz. Csak 1710 körül kapott felkérést a cseh udvari kancellária bécsi épülete, illetve a bécsi Trautson-palota (később a magyar királyi nemesi testőrség, a „gárda” palotája) tervezésére. 1713-ban tervezte a prágai Clam-Gallas palotát. 

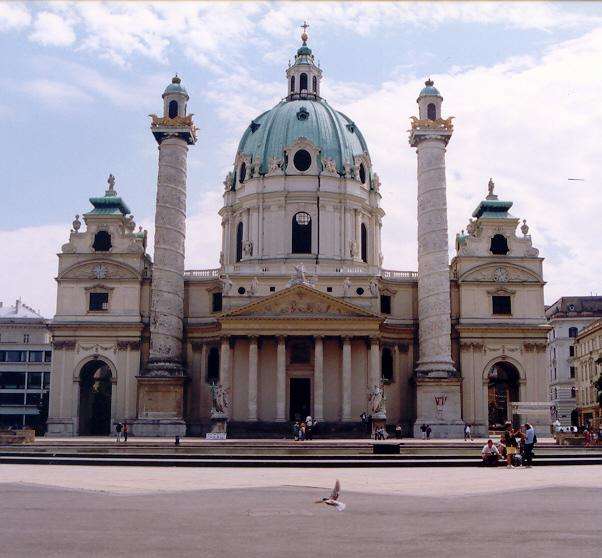
Bécs, Karlskirche

Miután Václav Vratislav Mitrovic, I. József német-római császár cseh kancellárja 1712-ben Bécsben meghalt, Fischer von Erlach tervezte a gróf fekete márvány barokk síremlékét, amely 1714 óta a prágai Szent Jakab-templom (1974 óta bazilika) berendezésének meghatározó eleme. A síremléket díszítő allegorikus alakokat és a gróf szobrát is F. M. Brokoff faragta 1714–1716 között.
Egyik utolsó, s talán legjelentősebb műve a VI. Károly császár által névpatrónusa, Borromei Szent Károly tiszteletére építtetett bécsi Károly-templom (1715). A homlokzat kialakításakor különböző építészettörténeti előképek inspirálták: a homlokzat előtt álló két, 33 m magas diadaloszlop a spirálisan körbefutó domborművekkel a római Traianus-oszlopot idézi, nyíltan az ókori császárral, Traianussal állítva párhuzamba VI. Károlyt. A templom elkészültét és felszentelését (1737) már nem érte meg, az építkezést, fia, Joseph Emanuel Fischer von Erlach (1693–1742) irányítása mellett fejezték be. Halála előtt terveket készített még a bécsi udvari könyvtár (Hofbibliothek) számára, amelyet szintén fia fejezett be.